# Scott Colley

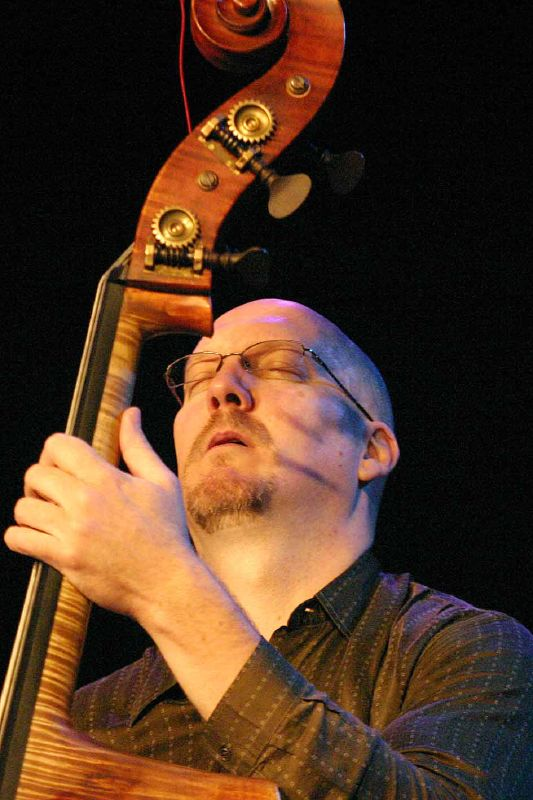
Scott Colley

Scott Colley (* 24. November 1963 in Los Angeles, Kalifornien) ist ein US-amerikanischer Jazzbassist.

## Leben und Wirken
Colley begann seine Ausbildung am Bass im Alter von elf Jahren und war ab 1976 Schüler von Monty Budwig. Zugleich übte er intensiv mit Platten von Paul Chambers und Charles Mingus. Von 1979 bis 1981 trat er im Duo mit dem Pianisten Jimmy Rowles auf. Von 1984 bis 1988 studierte er am California Institute of the Arts und nahm daneben privaten Unterricht bei Charlie Haden und Fred Tinsley, dem Bassisten des Los Angeles Philharmonic Orchestra.
Ab 1986 arbeitete er mit der Sängerin Carmen McRae. Daneben unternahm er Tourneen durch die USA und Europa mit Musikern wie Dizzy Gillespie, Clifford Jordan, Roy Hargrove und Art Farmer. Von 1991 bis 1995 arbeitete er mit verschiedenen Bands u. a. unter John Scofield, James Newton, Joe Henderson, Billy Hart, Mike Stern und Phil Woods. Bis 1998 trat er mit Joe Lovano, Jim Hall (Uniquities) und Yoron Israel auf, arbeitete im Trio mit Ravi Coltrane und Al Foster, im Duo mit Jim Hall und verschiedentlich in Quartettformationen unter Chris Potter, Renee Rosnes und Bob Berg, dem Sextett von Andrew Hill (Dusk, 1999), mit Lan Xang und Franco Ambrosetti (Lost Within You, 2021).
Seit 2000 tourte er mit dem Trio von Herbie Hancock (mit der Schlagzeugerin Terri Lyne Carrington), seit 2004 auch im Trio mit Jim Hall und Drummer Lewis Nash und mit Chris Potter. 2003 erschien mit Initial Wisdom seine erste CD als Bandleader.

## Diskographische Hinweise
- Subliminal mit Chris Potter, Bill Carrothers und Bill Stewart, 1998
- The Magic Line (Arabesque, 2000) mit Chris Potter und Bill Stewart
- Portable Universe mit Kenny Werner, Jeff Hirshfield, Dave Binney, Donny McCaslin und Chris Potter, 2000
- Dave Biney – South mit Kenny Werner, Jeff Hirshfield, David Binney, Donny McCaslin und Chris Potter
- Lan Xang mit Kenny Werner, Jeff Hirshfield, David Binney, Donny McCaslin und Chris Potter
- Lan Xang – Hidden Gardens mit Kenny Werner, Jeff Hirshfield, David Binney, Donny McCaslin und Chris Potter
- Initial Wisdom mit Ravi Coltrane, Adam Rogers und Bill Stewart, 2003
- Brad Shepik Trio: Drip, 2003
- Tineke Postma – The Traveller mit Geri Allen, Terri Lyne Carrington, 2009
- Empire (CAM Jazz, 2010), Brian Blade, Ralph Alessi, Craig Taborn Bill Frisell
- Scott Colley / Matija Dedić / Antonio Sánchez Sentiana (Blue Bamboo 2014)
- Still Dreaming (Nonesuch, 2018), mit Ron Miles, Joshua Redman & Brian Blade
- Joshua Redman: Sun on Sand (2019)
- Benjamin Koppel, Kenny Werner, Scott Colley, Jack DeJohnette: The Art of the Quartet (2021)